# Ecdico
Ecdico (in greco antico: Ἔκδικος?, Èkdikos; fine V secolo a.C. – dopo il 391 a.C.) è stato un ammiraglio spartano.

## Biografia
Nel 391 a.C. Ecdico venne inviato come navarco a Rodi con otto navi per destituire il partito democratico dell'isola. Al suo arrivo a Cnido, però, scoprì che le truppe dei suoi nemici erano il doppio delle sue e fu quindi costretto ad annullare l'impresa.
Gli Spartani, quando seppero che non poteva compiere alcuna azione, inviarono Teleutia con un esercito più grande per sostituirlo.